# Ovulidae
Famille
Les Ovulidae sont une famille de mollusques marins de la classe des gastéropodes, et de l'ordre des Littorinimorpha.

## Description et caractéristiques
Ce sont des coquillages de forme ovoïde plus ou moins allongée (parfois en fuseau), qui vivent le plus souvent sur des coraux. Ils ne doivent pas être confondus avec les porcelaines, de la famille des Cypraeidae.

## Liste des genres
Selon World Register of Marine Species (22 octobre 2014) :
- sous-famille Aclyvolvinae Fehse, 2007

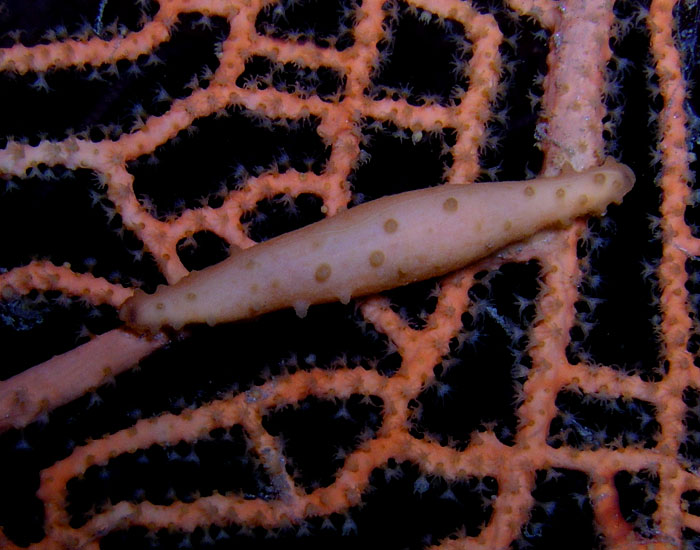
Aclyvolva sp.

  - genre Aclyvolva Cate, 1973 -- 5 espèces
  - genre Hiatavolva Cate, 1973 -- 3 espèces
  - genre Kuroshiovolva Azuma & Cate, 1971 -- 2 espèces
- sous-famille Eocypraeinae Schilder, 1924
  - genre Eocypraea Cossmann, 1903 (vide)
  - genre Sphaerocypraea Schilder, 1925 -- 1 espèce
- sous-famille Ovulinae Fleming, 1828
  - genre Calcarovula Cate, 1973 -- 6 espèces
  - genre Kurodavolva Azuma, 1987 -- 1 espèce
  - genre Ovula Bruguière, 1789 -- 3 espèces
  - genre Pellasimnia Schilder, 1939 -- 7 espèces
  - genre Phenacovolva Iredale, 1930 -- 22 espèces
  - genre Takasagovolva Azuma, 1974 -- 2 espèces
  - genre Volva Röding, 1798 -- 5 espèces
- sous-famille Prionovolvinae Fehse, 2007
  - genre Archivolva Lorenz & Fehse, 2009 -- 4 espèces
  - genre Calpurnus Montfort, 1810 -- 1 espèce
  - genre Carpiscula Cate, 1973 -- 4 espèces
  - genre Crenavolva Cate, 1973 -- 18 espèces
  - genre Cuspivolva Cate, 1973 -- 15 espèces
  - genre Dentiovula Habe, 1961 -- 12 espèces
  - genre Diminovula Iredale, 1930 -- 18 espèces
  - genre Globovula Cate, 1973 -- 2 espèces
  - genre Habuprionovolva Azuma, 1970 -- 4 espèces
  - genre Margovula Iredale, 1935 -- 9 espèces
  - genre Primovula Thiele, 1925 -- 10 espèces
  - genre Prionovolva Iredale, 1930 -- 4 espèces
  - genre Procalpurnus Thiele, 1929 -- 2 espèces
  - genre Prosimnia Schilder, 1927 -- 6 espèces
  - genre Pseudosimnia Schilder, 1927 -- 13 espèces
  - genre Rotaovula Cate & Azuma in Cate, 1973 -- 2 espèces
  - genre Sandalia Cate, 1973 -- 3 espèces
  - genre Serratovolva Cate, 1973 -- 3 espèces
  - genre Testudovolva Cate, 1973 -- 6 espèces
- sous-famille Simniinae F. A. Schilder, 1925
  - genre Contrasimnia Lorenz & Fehse, 2009 -- 3 espèces
  - genre Cymbovula Cate, 1973 -- 2 espèces
  - genre Cyphoma Röding, 1798 -- 14 espèces
  - genre Dissona Cate, 1973 -- 3 espèces
  - genre Naviculavolva Lorenz & Fehse, 2009 -- 6 espèces
  - genre Quasisimnia Lorenz & Fehse, 2009 -- 2 espèces
  - genre Simnia Risso, 1826 -- 17 espèces
  - genre Simnialena Cate, 1973 -- 4 espèces
  - genre Xandarovula Cate, 1973  (vide)

## Galerie

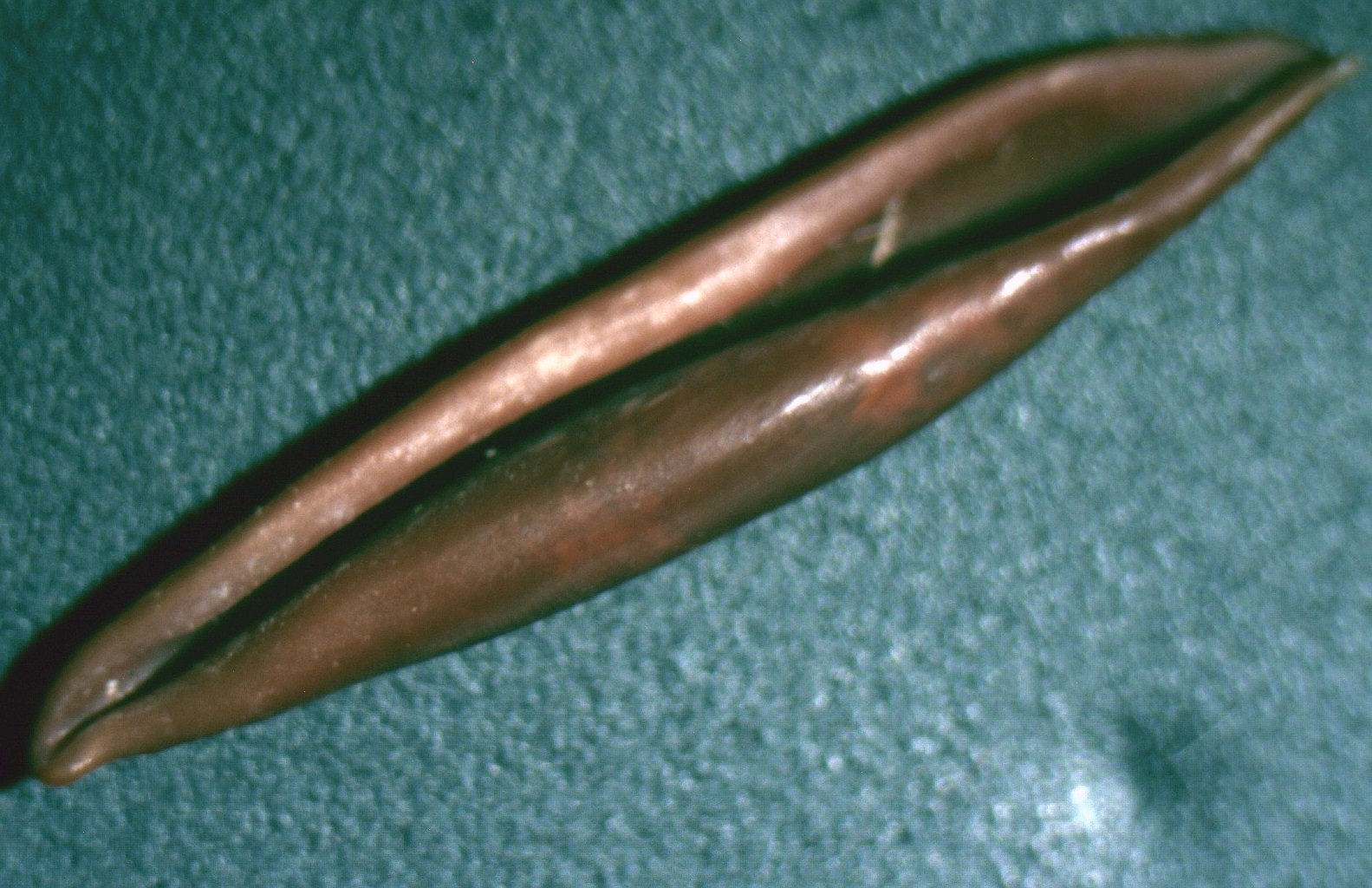
Aclyvolva lanceolata
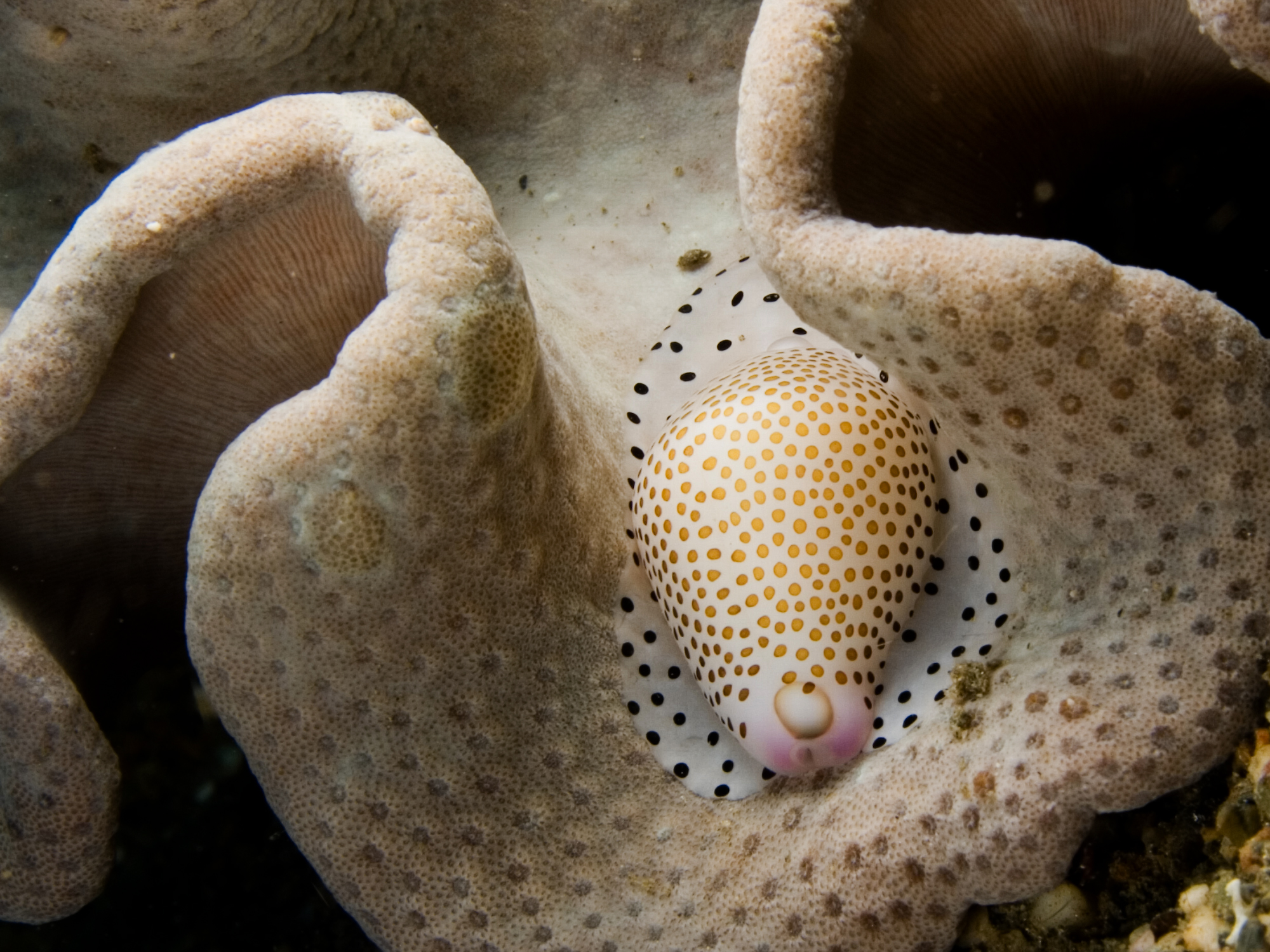
Calpurnus verrucosus
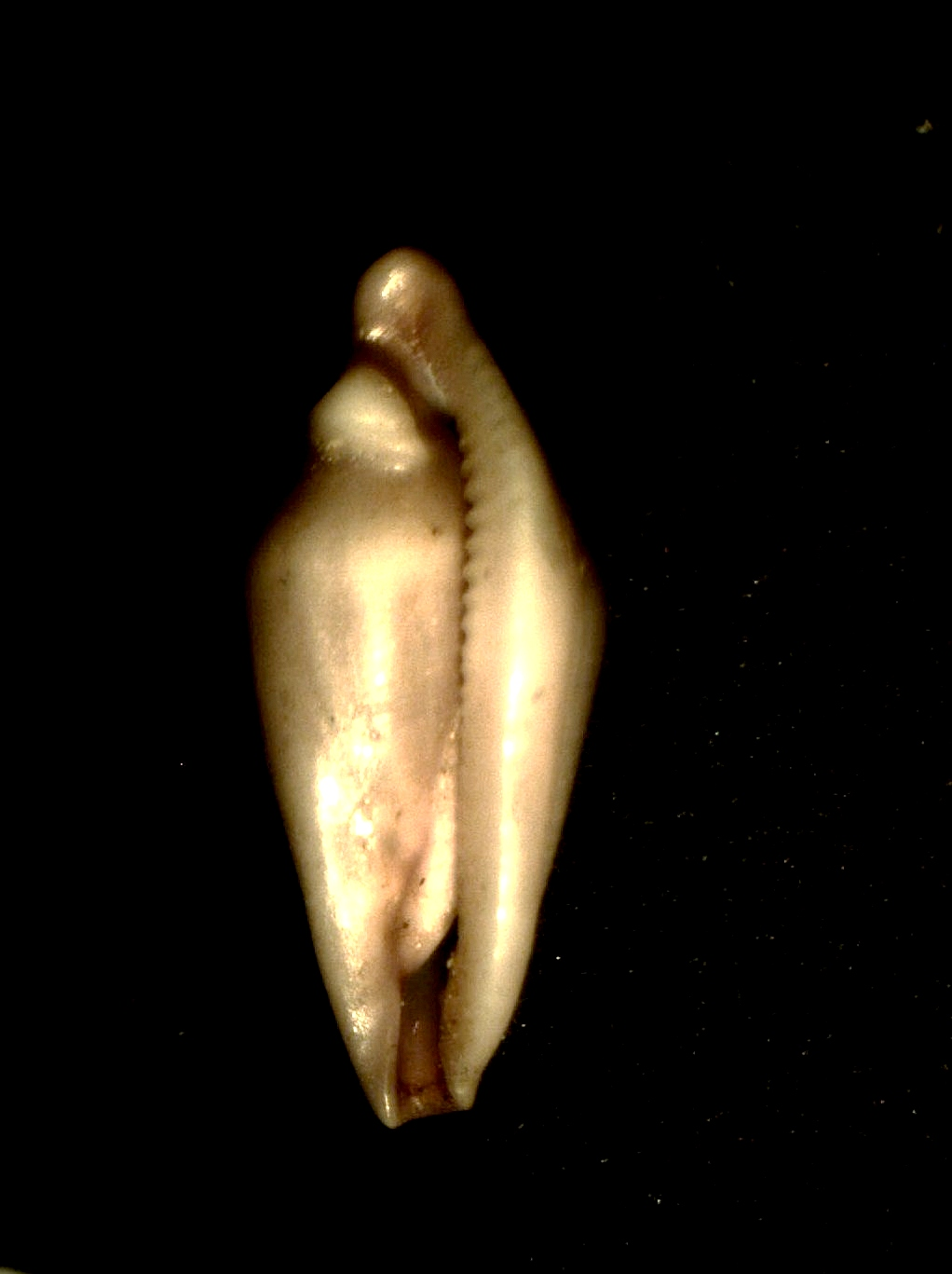
Cuspivolva allynsmithi
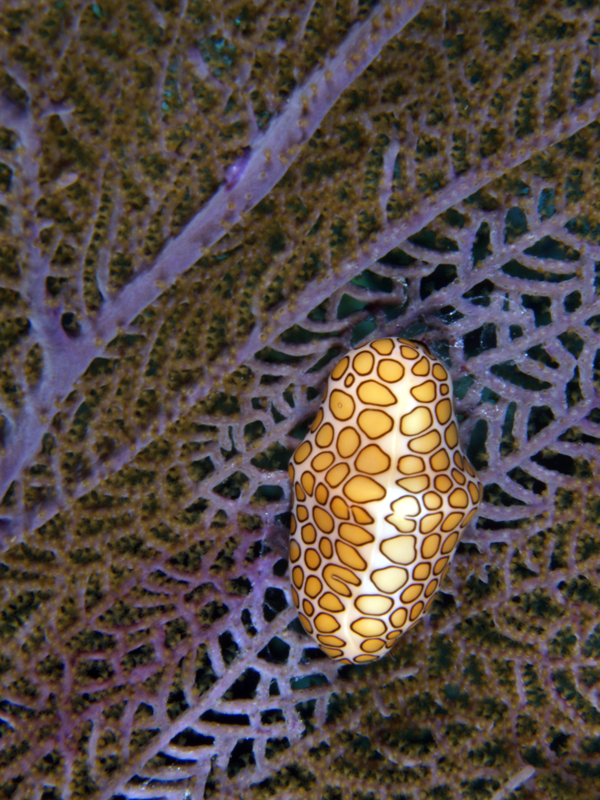
Cyphoma gibbosum
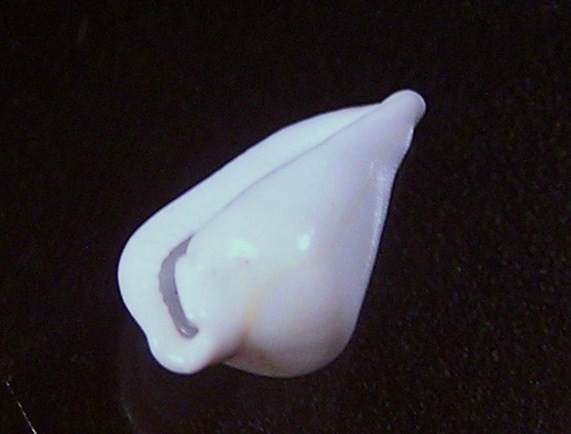
Dentiovula rutherfordiana
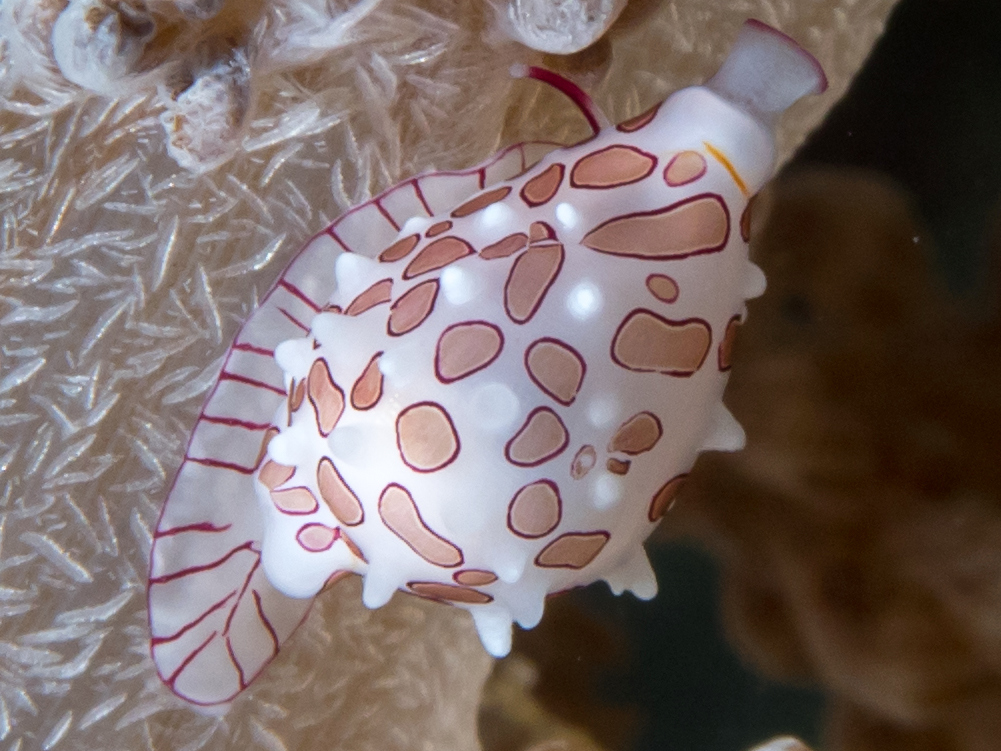
Diminovula margarita
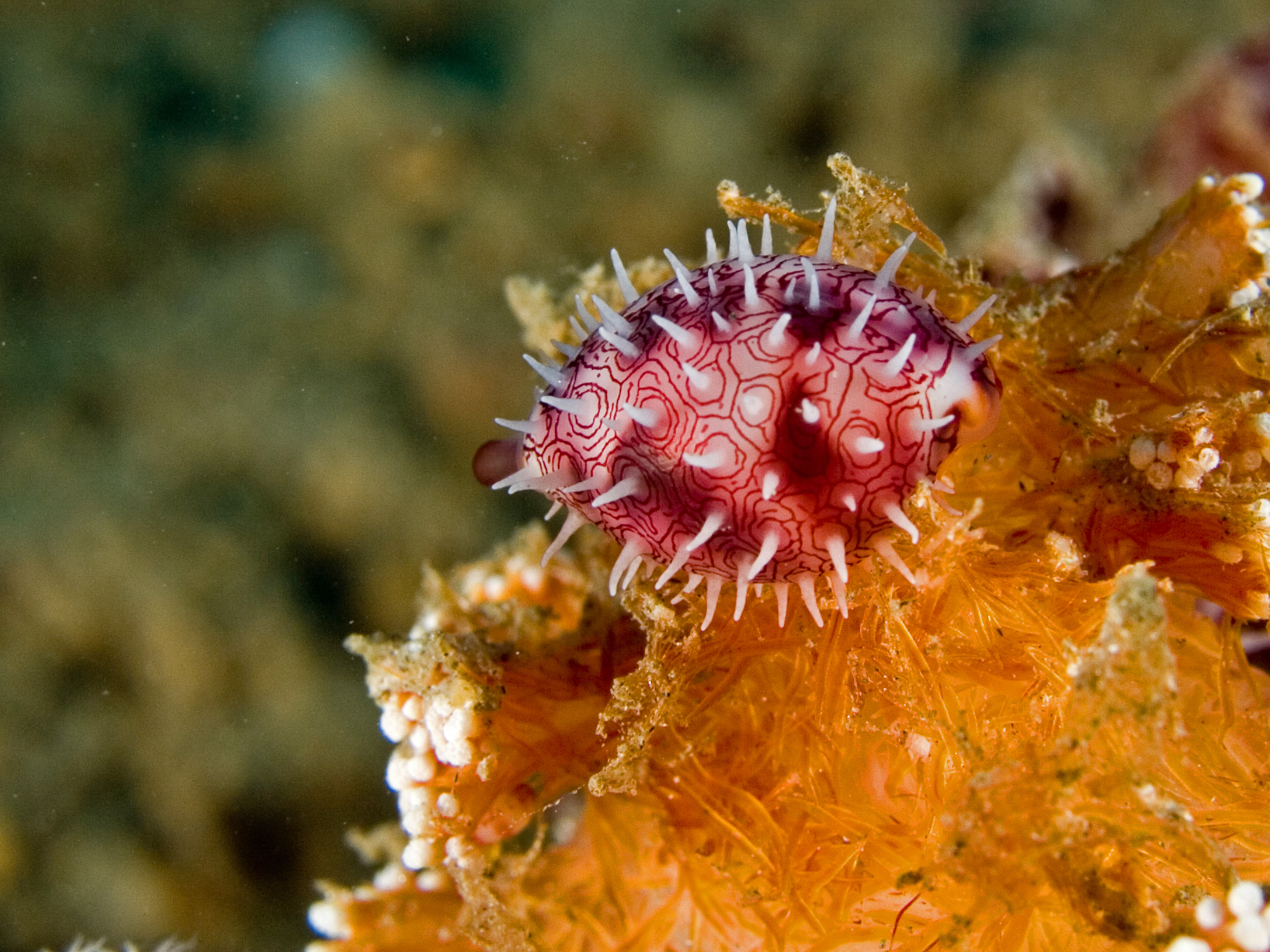
Habuprionovolva manifesta
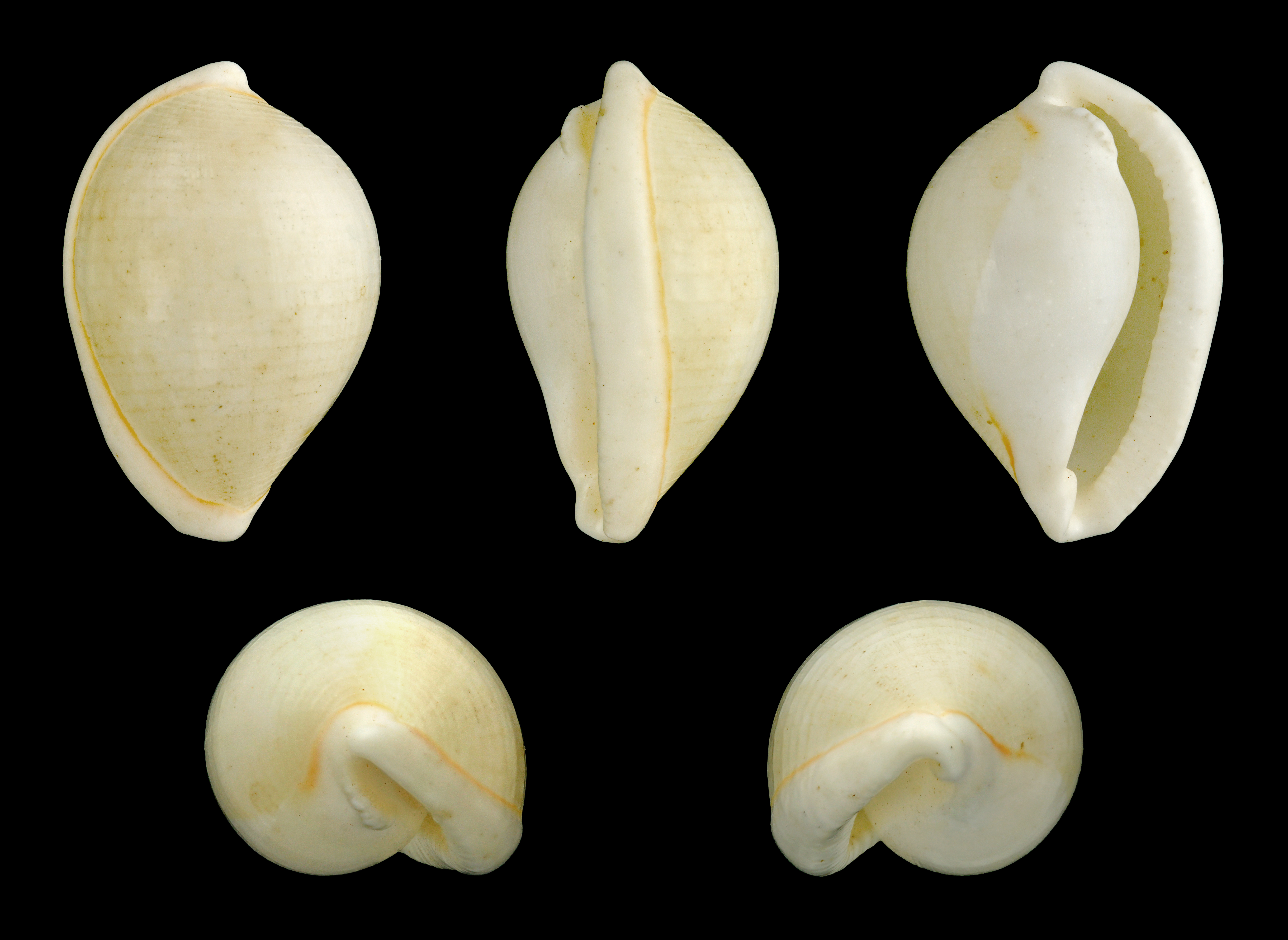
Margovula marginata
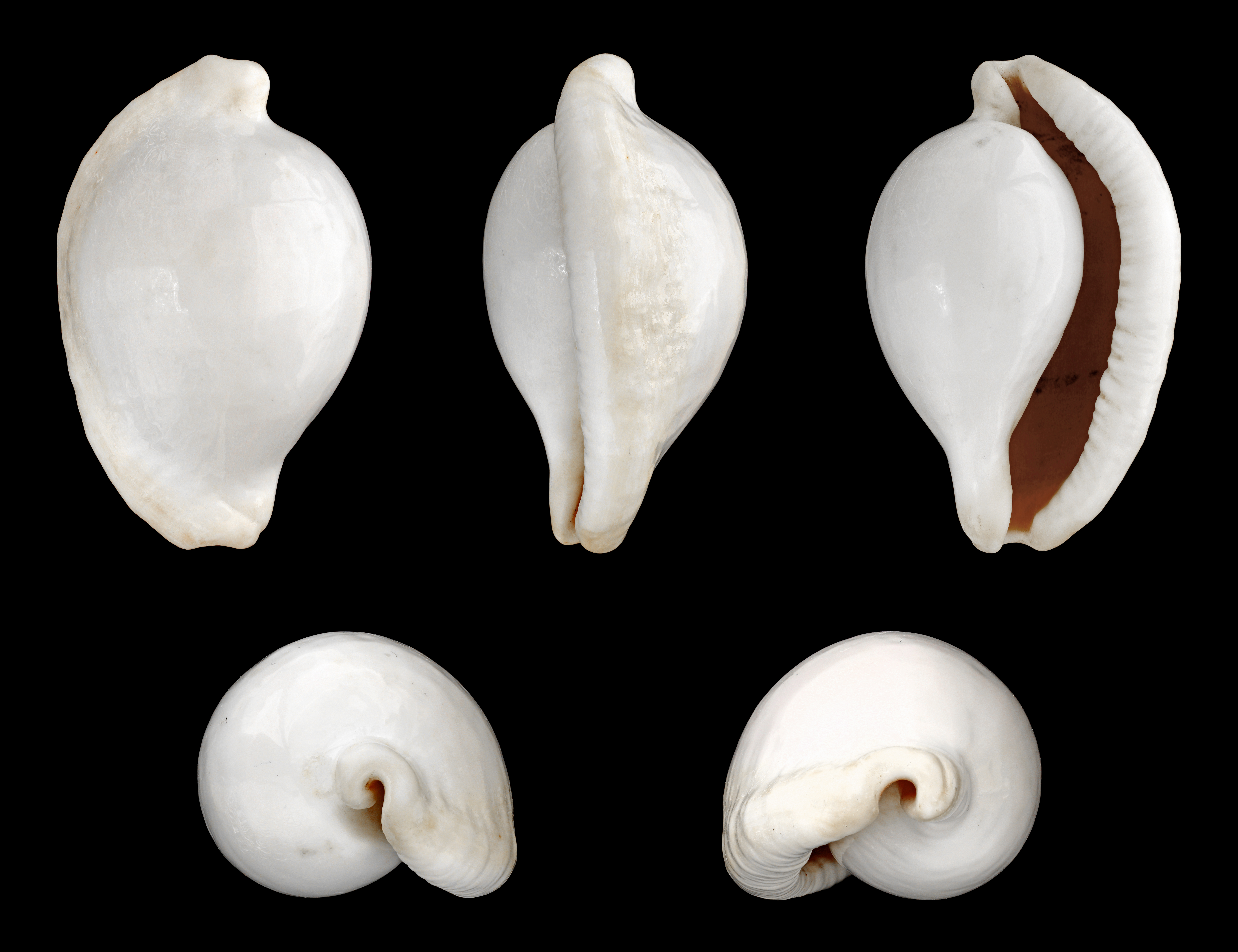
Ovula ovum
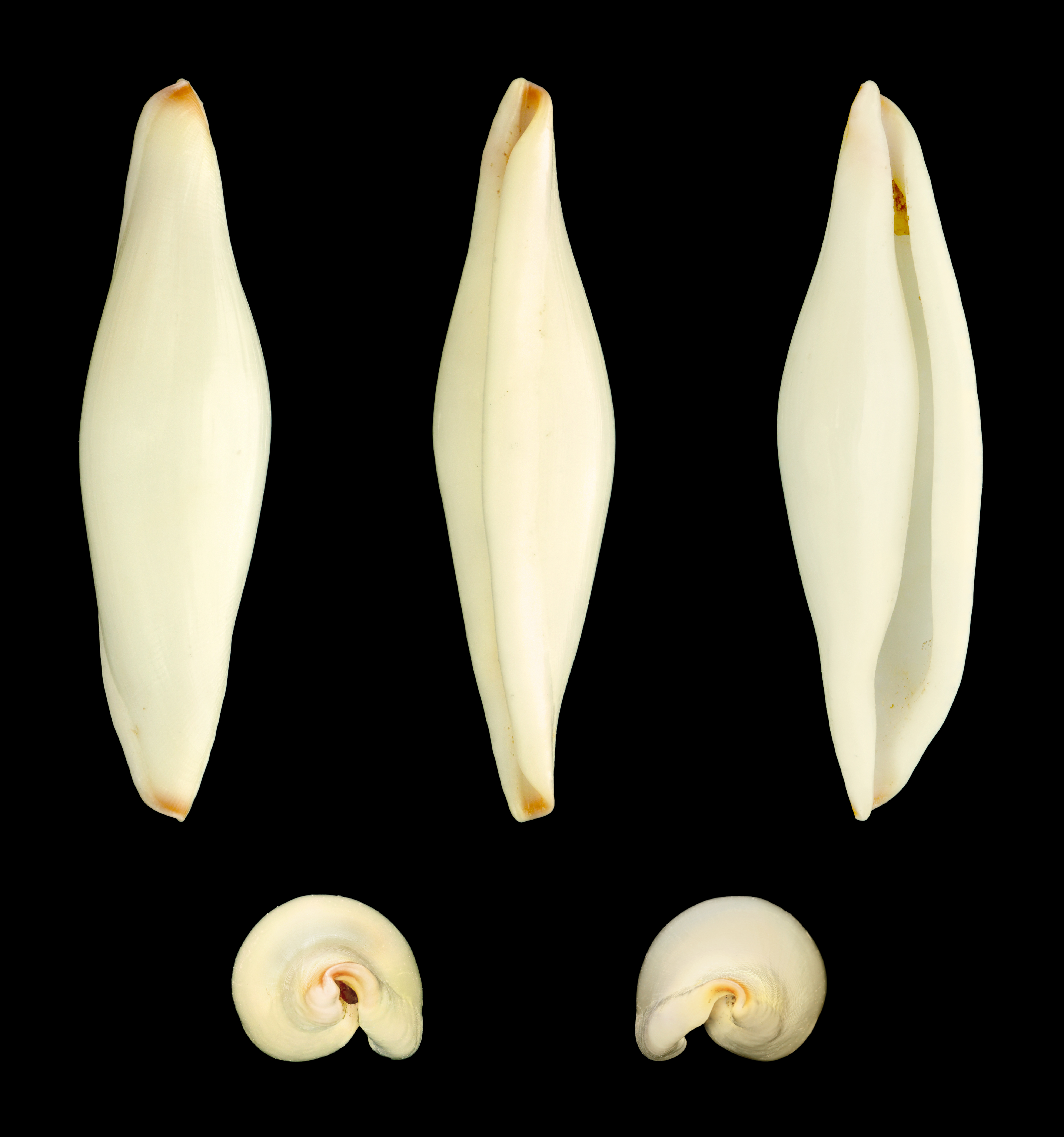
Pellasimnia improcera
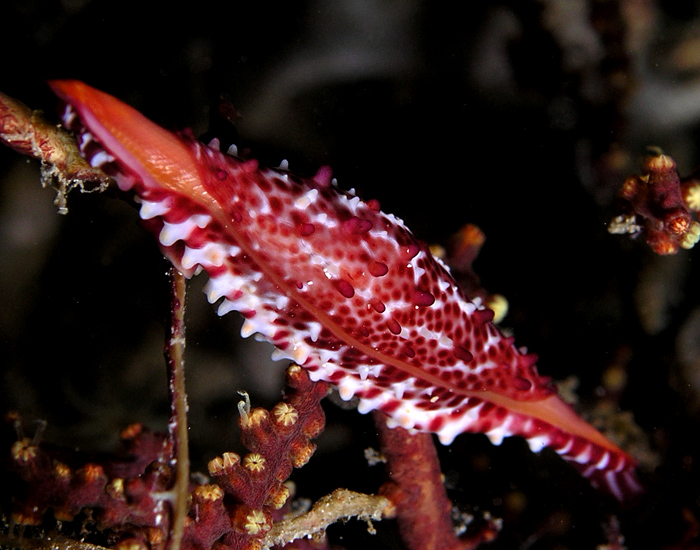
Phenacovolva tokioi
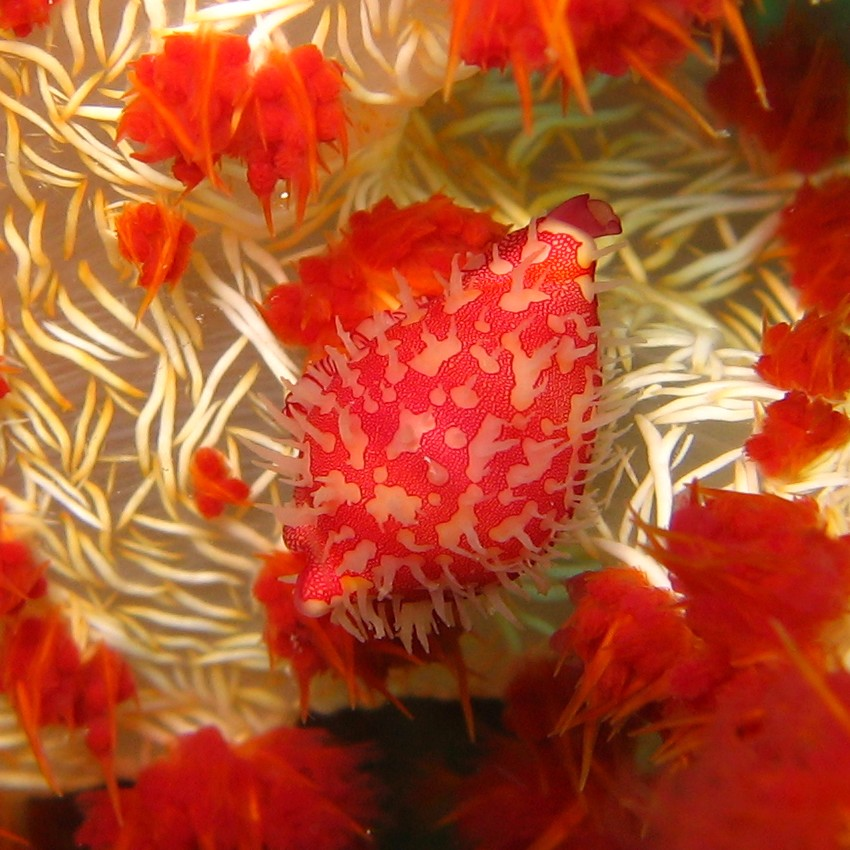
Primovula roseomaculata
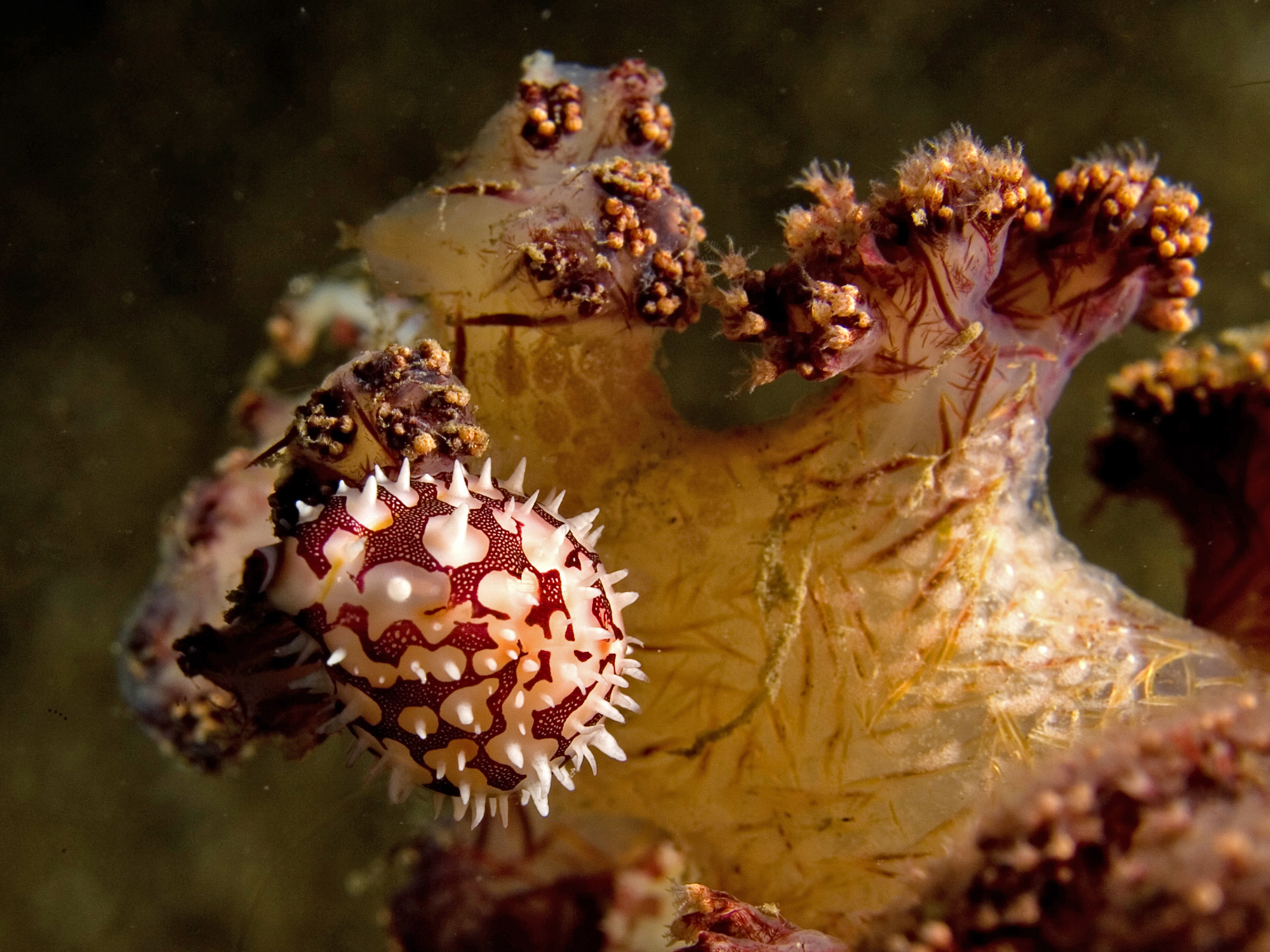
Pseudosimnia sinensis
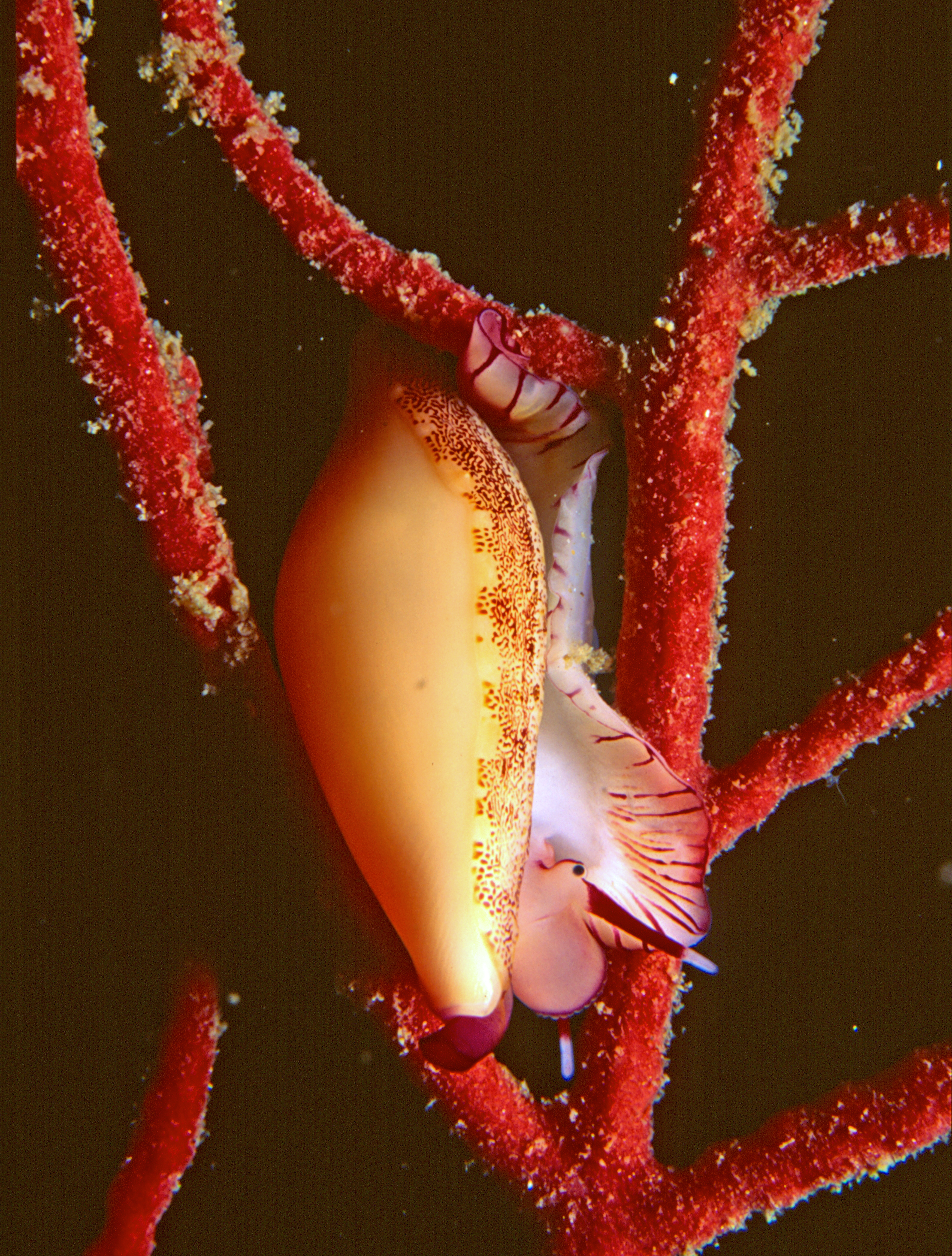
Simnia spelta
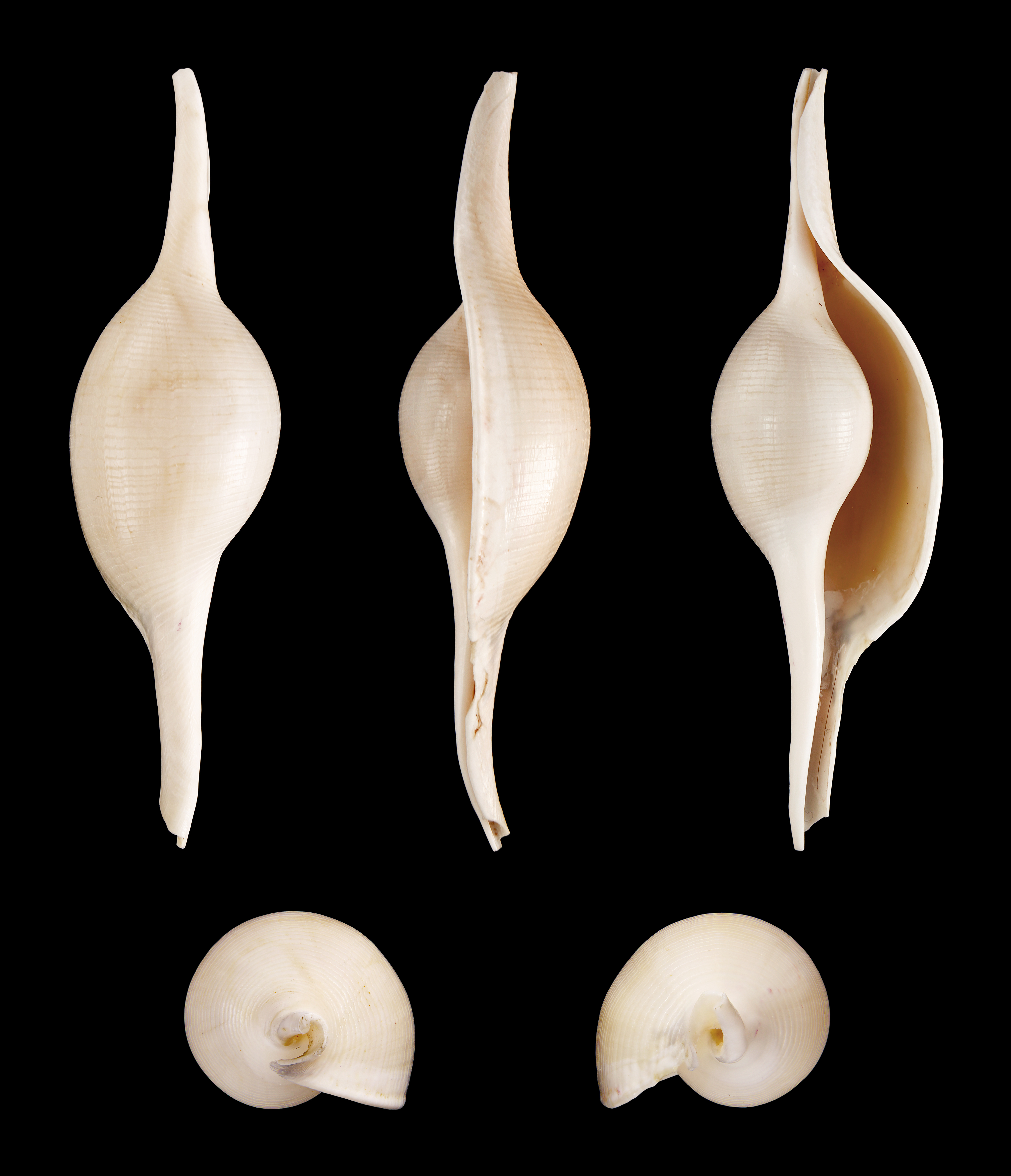
Volva volva